# Verwaltungsgemeinschaft Auf der Heide
Die Verwaltungsgemeinschaft Auf der Heide lag im thüringischen Saale-Holzland-Kreis. 

## Gemeinden
- Gösen
- Heideland
- Walpernhain

## Geschichte
Die Verwaltungsgemeinschaft wurde am 5. Juni 1991 gegründet. Die Auflösung erfolgte am 14. März 1996. Mit Wirkung zum 15. März 1996 wurden die Gemeinden Heideland und Walpernhain der Verwaltungsgemeinschaft Elstertal angegliedert, die daraufhin ihren Namen in Verwaltungsgemeinschaft Heideland-Elstertal änderte. Gösen wurde eigenständige Gemeinde.